# Samsung Galaxy S20
Samsung Galaxy S20 Series là dòng điện thoại thông minh cao cấp được Samsung Electronics thiết kế, phát triển, tiếp thị và sản xuất như một phần của dòng Galaxy S, kế nhiệm thế hệ Galaxy S10 series năm 2019. S20 Series (bao gồm S20 FE, S20, S20+ và S20 Ultra) được ra mắt tại sự kiện Galaxy UNPACKED của Samsung vào ngày 11 tháng 2 năm 2020 (theo giờ của Mỹ) tại San Francisco, California. Ngoài bộ 3 Galaxy S20, sự kiện Unpacked của Samsung còn giới thiệu mẫu tai nghe Galaxy Buds+ và điện thoại gập Galaxy Z Flip. Galaxy Z Flip có thiết kế gập dọc nhỏ gọn, chắc chắn hơn so với Galaxy Fold năm ngoái. S20 FE (S20 Fan Edition) được ra mắt sau vào ngày 23 tháng 9 cùng năm tại sự kiện ra mắt được tổ chức hoàn toàn online do diễn biến phức tạp của dịch Covid-19.
S20 Series mang các nâng cấp mạnh mẽ về cấu hình cũng như chất lượng camera so với model trước. Nổi bật với màn hình Dynamic AMOLED 2X, độ phân giải 2K (Quad HD+), tần số quét 120 Hz chỉ tương thích với độ phân giải Full HD+, hệ thống camera sau cải tiến hỗ trợ quay video lên đến độ phân giải 8K, cảm biến 64MP (trên S20 và S20+) và 108MP trên S20 Ultra, cùng và chế độ zoom siêu phân giải 30 đến 100 lần, tùy thuộc vào model.
Đúng như những tin đồn trước đó, thế hệ thứ 11 của dòng Galaxy S sẽ không được đặt tên theo thự tự là S11 mà sẽ được đặt tên là S20 (trùng với số năm 2020 mà nó ra mắt).
Galaxy S20 Series có 4 phiên bản gồm S20 FE (S20 Fan Edition), S20 tiêu chuẩn, S20+ và S20 Ultra cao cấp nhất. Galaxy S20 có màn hình 6.2 inch, Galaxy S20+ với 6.7 inch, Galaxy S20 Ultra với 6.9 inch, được làm cong nhẹ, ít cong hơn so với các thế hệ Galaxy S tiền nhiệm. S20 FE có thiết kế kém nổi bật hơn 3 mẫu S20 còn lại với màn hình phẳng (giống Galaxy S10 Lite ra mắt vào tháng 1 đầu năm) kích thước 6.5 inch nhưng lại to hơn S20 tiêu chuẩn vì có viền màn hình dày hơn giống với dòng smartphone tầm trung Galaxy A (2020). Cả 4 đều được bán ra phiên bản kết nối 5G.
Thiết kế của cụm camera sau cũng được thay đổi hoàn toàn, trở thành 1 cụm hình vuông lồi lên đặt lệch về phía trên bên trái máy. Riêng S20 FE thì cụm hình vuông lồi này có màu sáng trùng với màu máy, làm nổi bật 3 camera đặt trong vòng tròn có hiệu ứng hoa văn đồng tâm, giống với thiết kế của Galaxy Note20 Series ra mắt từ tháng 8. Mặt trước của cả 4 mẫu máy chỉ có 1 camera selfie đục vào trong màn hình và được để chính giữa, giống với thiết kế của dòng Samsung Galaxy Note10 ra mắt cuối năm 2019.
Giá bán chính thức cho các phiên bản 5G được bán ra tại Mỹ:

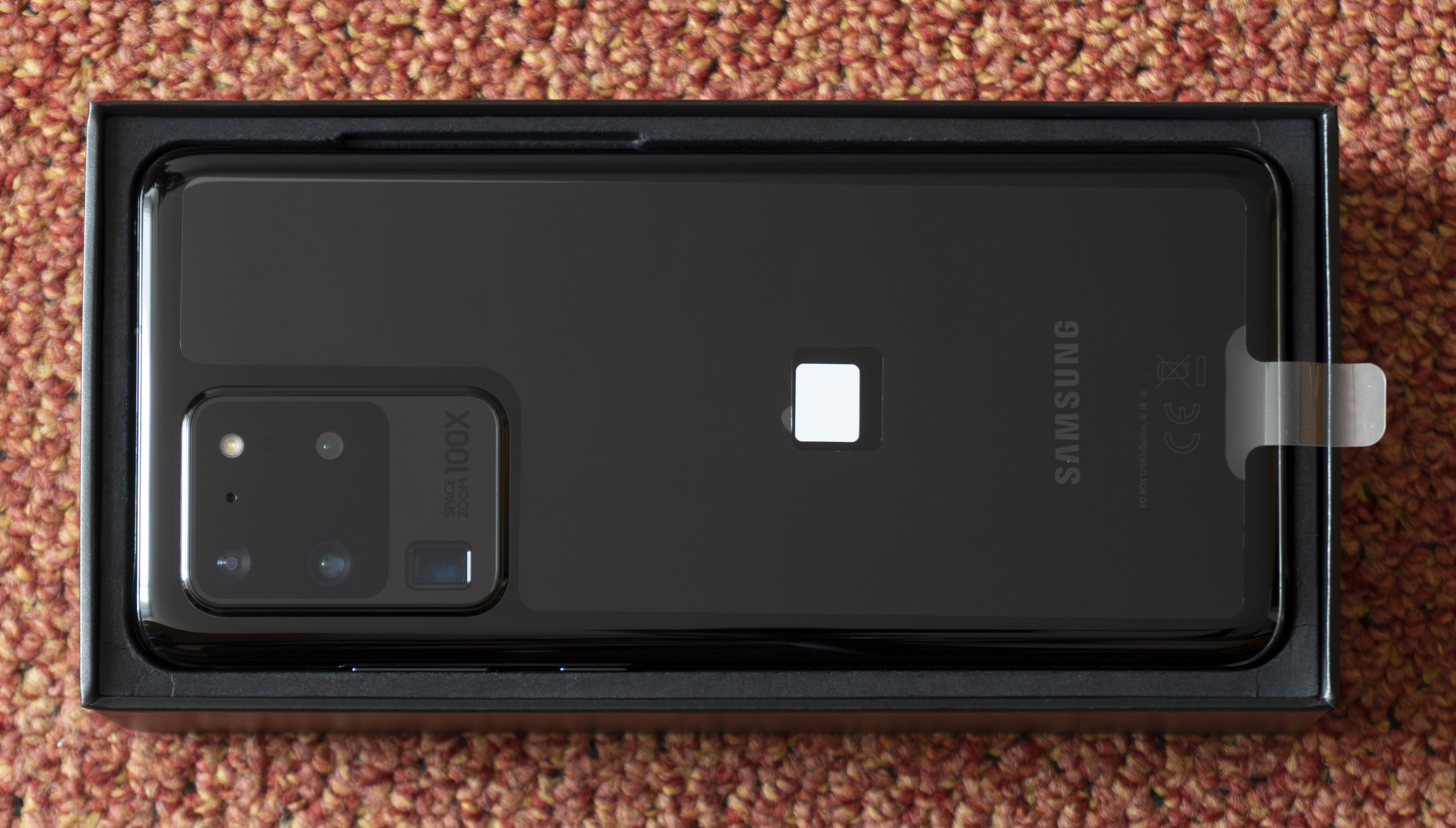
Mặt sau Samsung Galaxy S20 Ultra với ống kính Zoom 100x

Galaxy S20 FE 5G: 699$,
Galaxy S20 5G: 999$,
Galaxy S20+ 5G: 1199$,
Galaxy S20 Ultra 5G: 1399$.

## Lịch sử
Tên của điện thoại ban đầu được dự định đặt là Galaxy S11, do nó là dòng kế tiếp từ người tiền nhiệm. Tuy nhiên, các rò rỉ vào tháng 1, 2020 tiết lộ tên của điện thoại là Galaxy S20. Ngoài ra, các chi tiết liên quan đến điện thoại đã bị rò rỉ rộng rãi trước khi phát hành, đến mức hầu như tất cả các chi tiết liên quan cho đến các thông số kỹ thuật và thiết kế của điện thoại được biết trước khi phát hành. Leaker Max Weinbach cầm được điện thoại thật 1 tháng trước khi phát hành, xác nhận tất cả mọi thứ mà cộng đồng đã đoán. Bình luận nhận xét rằng vào tháng 2, "hầu hết mọi thứ mà công ty đang có kế hoạch giới thiệu đã bị rò rỉ ra ngoài." ngoài ra các thông tin về thông số kỹ thuật của điện thoại, chính sách tiếp thị và hình ảnh của điện thoại trong cuộc sống thực đã bị rò rỉ. Sau khi S20 Series ra mắt chính thức được 7 tháng, S20 FE (S20 Fan Edition) bắt đầu được xác nhận có tồn tại và bị rò rỉ nhiều hình ảnh với chất lượng cao. Sau đó vào ngày 23 tháng 9, 2020, Sự kiện Galaxy UNPACKED dành cho fan đã diễn ra, sản phẩm được ra mắt trong sự kiện chính là Galaxy S20 FE. Bộ tứ S20 này được trang bị chip Samsung Exynos 990 7 nm cho phiên bản kết nối mạng 4G LTE, chip Qualcomm Snapdragon 865 5G 7 nm cho phiên bản kết nối mạng 5G.

## Thiết kế và thông số kỹ thuật

### Thiết kế
Bộ ba được thiết kế với 2 mặt kính cường lực Gorilla Glass 6 với khung kim loại. Riêng Galaxy S20 FE sử dụng mặt lưng bằng nhựa và khung kim loại. Cảm biến vân tay siêu âm được nhúng trong màn hình tương tự Galaxy S10 series (trừ S10 Lite và S10e) và Note10 series (trừ Note10 Lite). S20 FE sử dụng cảm biến vân tay quang học dưới màn hình.
Galaxy S20 có màn hình 6.2 inch, Galaxy S20+ với 6.7 inch, Galaxy S20 Ultra có màn hình 6.9 inch, được làm cong nhẹ.
Galaxy S20 FE có màn hình 6.5 inch, được làm phẳng.
Thiết kế của cụm camera sau cũng được thay đổi hoàn toàn, trở thành 1 cụm hình vuông lồi lên đặt lệch về phía trên bên trái máy. Mặt trước chỉ có 1 camera selfie đục vào trong màn hình và được để chính giữa, giống với thiết kế của Galaxy S10 Lite và Note10 Lite ra mắt đầu năm 2020.
Còn Galaxy S20 FE có thiết kế camera giống với Galaxy Note20 Series với cụm camera cùng màu sắc máy.
Jack cắm tai nghe 3.5mm đều bị loại bỏ trên toàn bộ 4 phiên bản.
- Galaxy S20 phiên bản tiêu chuẩn có sẵn 4 tùy chọn màu sắc: Cosmic Grey, Cloud White, Cloud Blue và Cloud Pink.
- Galaxy S20+ có 6 tùy chọn màu sắc: Cosmic Grey, Cosmic Black, Cloud White, Cloud Blue, Aura Blue và Aura Red.
- Galaxy S20 Ultra có 3 tùy chọn màu sắc: Cosmic Black, Cosmic White và Cosmic Gray.
- Galaxy S20 FE có 6 tùy chọn màu sắc: Cloud Navy, Cloud Lavender, Cloud White, Cloud Mint, Cloud Red và Cloud Orange.

### Phần cứng
Màn hình của 3 máy đều có độ phân giải Quad HD+ (S20 FE có màn hình FHD+ và công nghệ màn hình Super AMOLED), tích hợp công nghệ màn hình Dynamic AMOLED 2X, đạt chuẩn HDR10+, cả 4 máy đều được trang bị màn hình tần số quét 120 Hz hoạt động ở độ phân giải Full HD+. Tỷ lệ màn hình 20:9.
Galaxy S20 và S20+ đều có camera chính 12 MP, ống kính tele 64 MP và camera góc rộng 12 MP ở mặt lưng. Cụm camera sau của Galaxy S20 Ultra bao gồm ống kính chính 108 MP, camera tele 48 MP, góc rộng 12 MP. Galaxy S20+ và Galaxy S20 Ultra có thêm camera Depth Vision, đảm nhận đo độ sâu trường ảnh. S20 Ultra là mẫu smartphone thứ 2 sau Xiaomi Mi Note 10 (Mi CC9 Pro) sử dụng cảm biến 108MP cho điện thoại di động đầu tiên trên thế giới. Galaxy S20 FE có camera chính 12MP, Ống kính ultrawide 12MP, camera tele 8MP. Camera trước 10MP (S20 | S20+), 32MP (S20 FE), 40MP (S20 Ultra).
Điểm đặc biệt, Galaxy S20 Ultra đến từ khả năng zoom quang học 10x và zoom kỹ thuật số 100x. Samsung trang bị nhiều tính năng chụp ảnh mới trên model này. Cụ thể, với chế độ Single Take người dùng bấm 1 lần máy sẽ đưa ra 10 bức ảnh. Đây là smartphone đầu tiên của Samsung quay được video ở chất lượng 8K. Ngoài ra, tính năng Super Steady, phân tích chuyển động bằng AI giúp chống rung tốt hơn khi quay video.
Galaxy S20 Series sử dụng chip Exynos 990 (tại Việt Nam và châu Âu...) hoặc Qualcomm Snapdragon 865 (tại Mỹ, Nhật Bản, Hàn Quốc, Hồng Kông và Trung Quốc). Bộ nhớ trong cho S20 FE là 128GB/256GB (LTE và 5G), S20 là 128GB (LTE và 5G), S20+ là 128GB (LTE và 5G) và 256GB/512GB (5G), S20 Ultra là 128GB/256GB/512GB (LTE và 5G). Bộ nhớ RAM cho S20 FE là 6GB/8GB (LTE và 5G), S20 và S20+ là 8GB (LTE) và 12GB (5G), S20 Ultra là 12GB/16GB (LTE và 5G).
Galaxy S20 có pin 4.000 mAh, Galaxy S20 FE cùng S20+ lên mức 4.500 mAh và Galaxy S20 Ultra đạt 5.000 mAh. Galaxy S20 FE, S20 và S20+ tích hợp sạc nhanh 25W, trong khi phiên bản S20 Ultra hỗ trợ sạc siêu nhanh đến 45W.

### Phần mềm
Bộ 3 S20 chạy trên nền Android 10, tùy biến theo giao diện One UI 2.1. Trong khi đó, S20 FE được tùy biến theo giao diện One UI 2.5.